# Дермбах
Дермбах (њем. Dermbach) општина је у њемачкој савезној држави Тирингија. Једно је од 61 општинског средишта округа Вартбург. Према процјени из 2010. у општини је живјело 3.138 становника. Посједује регионалну шифру (AGS) 16063015.

## Географски и демографски подаци
Дермбах се налази у савезној држави Тирингија у округу Вартбург. Општина се налази на надморској висини од 370 метара. Површина општине износи 23,4 km². У самом мјесту је, према процјени из 2010. године, живјело 3.138 становника. Просјечна густина становништва износи 134 становника/km².